# Christen Magelssen
Christen Daae Magelssen, född den 6 maj 1841 i Åfjord, död 1940 i Asker, var en norsk skulptör. Han var systerson till Ludvig Kristensen Daa.
Magelssen var först sjöman, och arbetade sedan någon tid med galjonsfigurer vid en engelsk verkstad, innan han började uppträda som bildhuggare. År 1866 fick han ett statsstipendium och vistades sedan till 1869 i Bissens ateljé i Köpenhamn. År 1871 begav han sig till Rom. Hans större arbeten anses ofta sakna de för ett fulländat bildhuggararbete nödvändiga förutsättningarne, medan Magelssen däremot utvecklade en stor förmåga i statyettframställningar av norska bondtyper och bonddräkter, vilka förvärvade honom ett berättigat erkännande. Magelssen bosatte sig senare i Bergen och därefter i Kristiania.